# I Numerotti
I numerotti (Numberjacks) è una serie televisiva andata in onda su Playhouse Disney e Disney Junior su Sky. Essa parla di 10 numeri che vivono in un divano e che risolvono problemi e anomalie che si verificano in città per colpa dei loro nemici.

## Personaggi

### Protagonisti
I protagonisti sono numeri da 0 a 9. 0, 1 e 2 sono i numerotti più piccoli. 0 e 2 non vanno in missione, mentre 1 va in missione negli episodi "Quadrati ballerini" e "Super Uno". In alcuni episodi sono loro a causare problemi al posto degli antagonisti. 3, 4, 5 e 6 sono i numerotti che appaiono in tutti gli episodi e sono quelli che vanno in missione, da soli o a coppie quando fanno uscire 3. In episodi più recenti, 3 esce da sola, qualche volta per un guasto al lancianumeri, il congegno che li fa uscire dal divano. 7, 8 e 9 sono i numerotti più grandi e appaiono raramente ma vanno in missione, talvolta come aiutanti dei numerotti 3, 4, 5 e 6.
- 0: è un numerotto maschio di colore lime, il numerotto più piccolo e tranquillo, e l'unico a non possedere alcun amico cubo. Sa formare 10 con 1 e, come mostrato nell'episodio "Zero e le cose scomparse", sa anche far scomparire le cose. È l'eroe dell'episodio "Zero l'eroe".
- 1: è un numerotto maschio di colore viola, il miglior amico di 0 e condivide il letto con lui. Nell'episodio "Uno il Combinaguai" è la causa dei problemi, ma riesce a risolverli da sé quando l'energia mentale cambia il suo pensiero da "più uno" a "meno uno".
- 2: è un numerotto femmina di colore arancione, e sembra che le piaccia aiutare i numerotti nelle missioni. Nell'episodio "Chi sa contare?" si vede che 2 non sa contare correttamente, di conseguenza fa sbagliare anche le altre persone a contare.
- 3: è un numerotto femmina di colore rosa, l'ultima in ordine cronologico a essere lanciata nel mondo reale. È energica e molto chiacchierona, all'inizio di alcuni episodi un po' egoista, ma alla fine di questi episodi si dimostra generosa. Ha una collezione di cose bellissime e i suoi amici cubi sanno trasformarsi in cilindri ("bastoncini tondi"). È la principale operatrice della macchina per l'energia mentale.
- 4: è un numerotto maschio ed è il "tecnico" dei numerotti. È di colore blu, ama i treni ed è molto ansioso, motivo per cui predilige la calma e la pace. È il migliore amico di 3, con la quale però è spesso in conflitto all'inizio degli episodi; le loro liti terminano poi alla fine degli stessi. Sa diventare verde, piccolo, grande e tremolante ed è il principale operatore degli schermi.
- 5: è un numerotto femmina di colore turchese. È una brava ballerina. In ogni episodio, una volta scoperta la causa del problema, riflette su cosa potrebbe accadere se i numerotti non risolvessero il problema.
- 6: è un numerotto maschio di colore giallo.  È molto sportivo e adora le auto, ma ama anche leggere. Sa rimpicciolirsi e i suoi amici blocchi sanno trasformarsi in bastoncini. A metà dell'episodio "Tre, sei, nove" viene diviso in due tre, ma a fine episodio torna ad essere un sei.
- 7: è un numerotto femmina di colore rosso. È una grande artista e, come mostrato nell'episodio "Il sette intrappolato", sa fare i sette colori dell'arcobaleno. In un episodio della seconda stagione si vede che quando 0 e 1 devono andare a letto, è lei a raccontare loro le storie nella loro stanza.
- 8: è un numerotto maschio di colore azzurro. È molto sveglio, ama saltare ed è sempre pronto ad aiutare gli altri numerotti in caso di necessità; inoltre è molto bravo a produrre energia mentale.
- 9: è un numerotto femmina di colore verde. È la più grande dei numerotti, è molto simpatica, sensibile e materna e ai suoi amici blocchi piace stare uniti e ordinati.

### Aiutanti
I numerotti sono aiutati da un gruppo di persone reali (agenti) numerate da 12 a 122.
In ogni episodio entra in azione la macchina per l'energia mentale (in inglese Brain Gain), una macchina che invia tramite scariche elettriche di colore viola il pensiero o la caratteristica di chi la sta usando, a volte aiutata da oggetti come il cicalino (un cronometro) o dalla pedana mobile.

### Antagonisti
- L'Aspiranumeri (The Numbertaker): è un uomo. Fanatico dei numeri, prende certe quantità di essi, a seconda dell'episodio. Certe volte dà uno strappo alla regola, come quando aggiunge 10 cose o porta via alla gente la capacità di notare i cambiamenti. Porta sempre gli stessi vestiti bianchi, sotto i quali si nascondono i collegamenti ai vari accessori (un aspiratore, un magnete, una pinza, un gancio e una rete).
- Blob (The Problem Blob): è una palla di gelatina verde dall'occhio unico che causa problemi di ogni tipo sputando melma.
- Il Cambiaforme (The Shape Japer): è una creatura che può cambiare la sua forma e quella delle persone e delle cose. È viola, e i suoi gusti cambiano a seconda della sua forma; è l'antagonista più frequente nella serie.
- Spooky Spoon (The Spooky Spoon): è un antropomorfo e presuntuoso cucchiaio di plastica rosa con una collana d'oro che si diverte a mischiare le cose per far soffrire gli altri. Crede di essere superiore a ogni altra creatura del mondo. Ha una forte inimicizia con 5. In inglese "spooky spoon" significa 'cucchiaio spaventoso'.
- Puzzler (The Puzzler): è una testa che causa problemi di ogni tipo con le sue bolle arancioni. Ama rapire i numerotti e l'unico modo per sconfiggerlo è risolvere i suoi enigmi.

## Episodi
Stagione 1
1. Zero e le cose scomparse
2. Lungo-Corto
3. Il Cambiaforme e i Suoi Scherzetti
4. Che Gran Confusione
5. Uno, il Combinaguai
6. Avanti e Indietro
7. Il Sette Intrappolata
8. Chi va Su e Chi va Giù
9. Tutto Al Posto Giusto
10. La Festa Di Compleanno
11. Il Numerotto in Scatola
12. Tutto al Contrario
13. Tre, Sei, Nove
14. L’acchiappacose
15. La Sequenza Giusta
16. Chi si Ferma e Chi si Muove
17. Un Mondo Senza Colori
18. Il Gioco Delle due Metà
19. Chi sa Contare?
20. Riempire e Svuotare
21. Uno e Zero Formano un Dieci
22. Tre Sola in Missione
23. La Giusta Misura
24. Super Uno
25. Sapete Formare un Sei
26. Quattro più Quattro
27. Gioco Delle Stime
28. Su e Giù
29. Zero l'Eroe
30. I Cerchi Monelli
31. Un cinque Intrappolato
32. Dividiamo in parti Uguali
33. Gruppi di Tre
34. Un Uno Davanti
35. La Pedana Mobile
36. Gruppi di Sei
37. Problemi di Tempo
38. Uno, Due, Tre Via!
39. Lati Uguali o Non Uguali
40. L’uomo Numerotto
41. I Numeri Pari
42. Gira e Rigira
43. Quadrati Ballerini
44. Tutto Registrato
45. Le Tre Parole Magiche
46. Natale al Quadrato
47. Tempo di Vacanze

Stagione 2
1. Il Mondo Capovolto
2. Conta e Riconta
3. Che Strana Forma!
4. Di Tre In Tre
5. Noti Niente Di Strano?
6. Una Soluzione Misurata
7. Pensa Ancora: Sbagliando Si Impara
8. Continua a Contare
9. Come Faccio a Ricordare?
10. Il Doppio e La Metà
11. Troppo Vicino, Troppo Lontano
12. I Cilindri Incontrollabili
13. Troppe Cose, Poche Cose
14. Tanti Gruppi Diversi
15. Corpi e Misura
16. Salta Su e Giù e Gira in Tondo
17. Litigi e Frazioni
18. La Storia Del Giorno e Della Notte
19. Modi Diversi di Fare Le Cose
20. Cento Cose, Mille Cose

## Home video
Dal 2010 al 2011 Walt Disney Studios Home Entertainment ha pubblicato la serie in DVD su licenza del distributore dello spettacolo Beyond Distribution.